# Трапезная церковь Киево-Печерской лавры
Трапезная церковь Антония и Феодосия Печерских — одна из поздних церквей Киево-Печерской лавры. Возведена в 1893—1895 годах в русско-византийском стиле по проекту академика архитектуры Владимира Николаева. Освящена в честь Антония и Феодосия Печерских — основателей Киево-Печерского монастыря.

## История
К концу XIX века трапезная, сооруженная в 1684—94 годах, значительно обветшала и была слишком мала для монастыря. Старое здание разобрали и в 1893—95 годах на его месте возвели новую большую трапезную с пристроенной к её восточному торцу церковью в честь святых Антония и Феодосия Печерских. Росписи трапезной были выполнены к 1903 году, церкви — к 1910 году.
В 1911 году у стен храма был похоронен убитый в Киеве Пётр Столыпин.
В 1923 году большевики устроили в здании лекционный зал Губполитпросвещения. В 1941 году трапезная пострадала во время взрыва Успенского собора. Живопись трапезной палаты сильно пострадала в годы Второй мировой войны. Живопись на потолке палаты погибла полностью, поскольку была разобрана крыша второго этажа. Под воздействием дождей и талого снега штукатурка потолка отсырела и осыпалась вместе с живописью.
К 1956 году был проведён ремонт фасадов здания, в 1976—80 годах велись работы по восстановлению интерьера.
В 1960—1980-е годы в трапезной находился музей атеизма. В церкви был установлен маятник Фуко, подвешенный к куполу. Его демонтировали в 1970-х годах. Благодаря замечательной акустике Трапезная церковь использовалась как концертный зал Киевской государственной филармонии для проведения камерных и хоровых концертов.
В ходе реставрационных работ 2014 года была восстановлена живопись потолка по сохранившимся проектам Щусева. В церкви и палате заменены окна и двери, положен новый пол, от грязи и копоти промыта настенная живопись, почищен иконостас, устроена внутренняя подсветка купола.
С 1990 г. в храме регулярно проводятся богослужения. С 1992 по 31 декабря 2022 он был кафедральным собором Украинской православной церкви Московского патриархата. 31 декабря 2022 г. закончился договор аренды храма церковью.
15 февраля 2023 года первую службу в храме совершила Православная церковь Украины.
24 мая 2023 года в Трапезном соборе состоялся Архиерейский собор Православной церкви Украины, на котором было принято историческое решение о переходе на новоюлианский календарь.

## Современное состояние

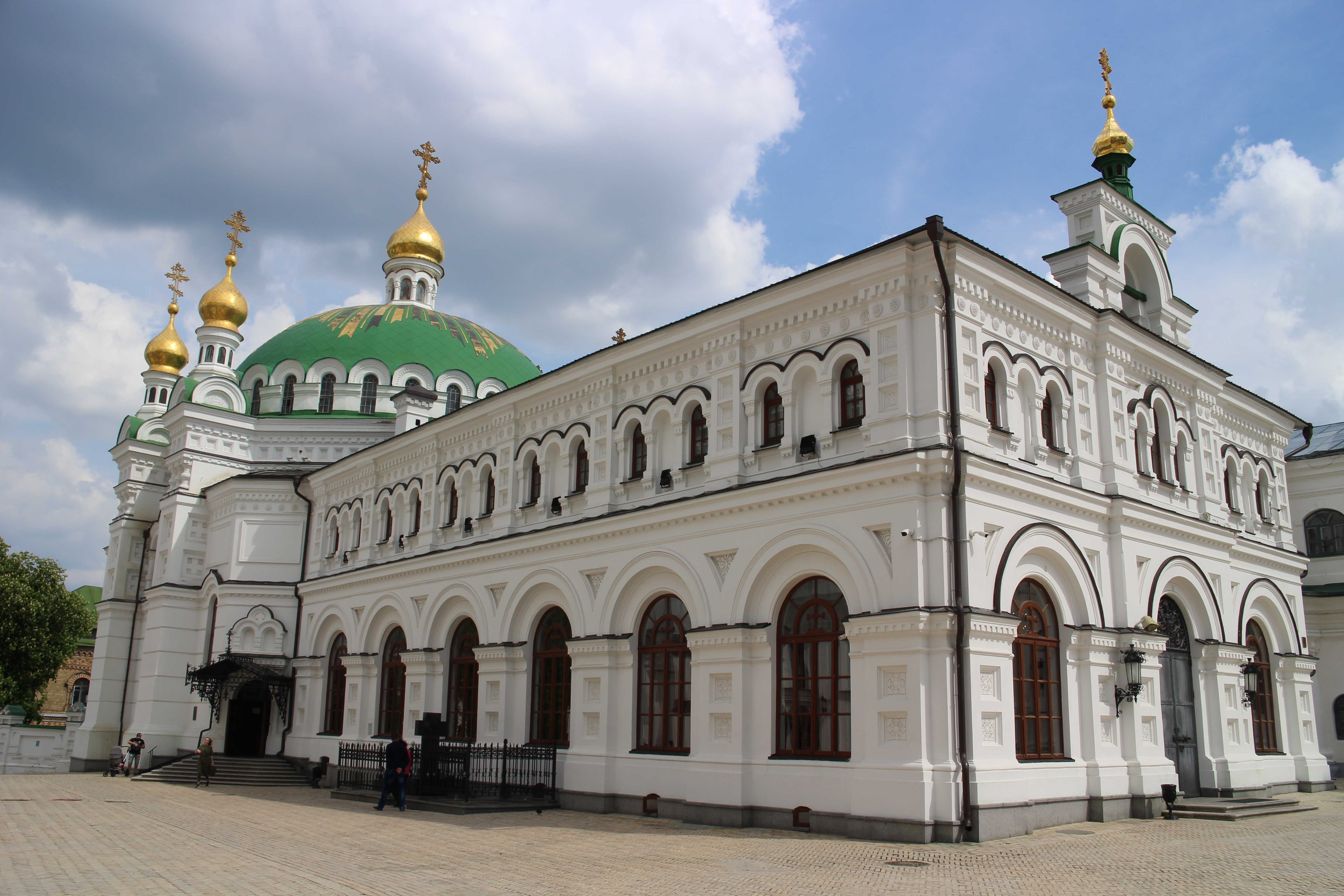
Трапезная, 2019 год

В Трапезной церкви ежедневно совершаются утренние и вечерние богослужения. В дни больших православных праздников отсюда ведут репортаж, а во время Рождественского и Пасхального богослужений совершается теле- и радиотрансляция.
За трапезной есть видовая площадка, с которой открывается панорама на комплекс построек Ближних и Дальних пещер лавры, Днепра и левого берега города Киева.
У стены трапезной церкви находятся могилы казацких полковников Андрея Краснощекова, Федора Флорова, а также Василия Кочубея и Ивана Искры, казнённых гетманом Иваном Мазепой в 1708 году за их доносительство Петру Первому на гетмана. Над могилой Петра Столыпина установлен большой каменный крест из чёрного лабрадорита.

## Архитектура и внутреннее убранство
Трапезная церковь и трапезная палата представляют единую постройку. В основу проекта архитектор Владимир Николаев положил Софию Константинопольскую. Трапезная церковь уникальна своим огромным куполом. Его диаметр — 20 м. Он является самым большим куполом на Украине, не имеющим внутренней опоры.
Внутреннее убранство Трапезной церкви разработано Алексеем Щусевым. Орнаментальная живопись храма и палаты выполнена в модном в то время стиле модерн. Это уникальный образец модерна в культовом искусстве на территории Украины.
Над украшением храма работали живописцы Иван Ижакевич, Григорий Попов, Лаков и др. На стенах трапезной палаты изображены 14 печерских святых, чьи мощи почивают в Ближних пещерах. Среди изображённых: Никон Великий — первый русский летописец, Нестор-летописец — первый русский историк, Варлаам — первый игумен и один из первых иноков Печерского монастыря, Марко Пещерник — один из самых почитаемых чудотворцев Печерской обители, Никола Святоша — луцкий князь Святослав Давыдович из династии Рюриковичей. На его средства построена Троицкая надвратная церковь над главным входом в монастырь (она является древнейшей из всех уцелевших построек Печерской лавры, возведена в 1108 году). Это был первый случай в истории Руси, когда князь из правящей династии принял монашеский постриг. Преподобный Прохор-чудотворец, в начале XII века спасавший киевлян от страшного голода сделанными им хлебами из сорной травы лебеды. Киевляне по сей день благодарны ему за сотворённое чудо и почитают Прохора святым.
Мраморный иконостас выполнен в русском стиле по проекту Щусева. Белый каррарский, розовый и серый мрамор привезён из Италии, зелёный — из Британии. Замечательная ажурная каменная резьба выполнена киевским каменных дел мастером Дрекслером. Это один из самых замечательных каменных иконостасов Киева и Украины.
В церкви сохранился уникальный майоликовый пояс, а в палате — два больших мозаичных киота — замечательный образец мозаик начала XX века.

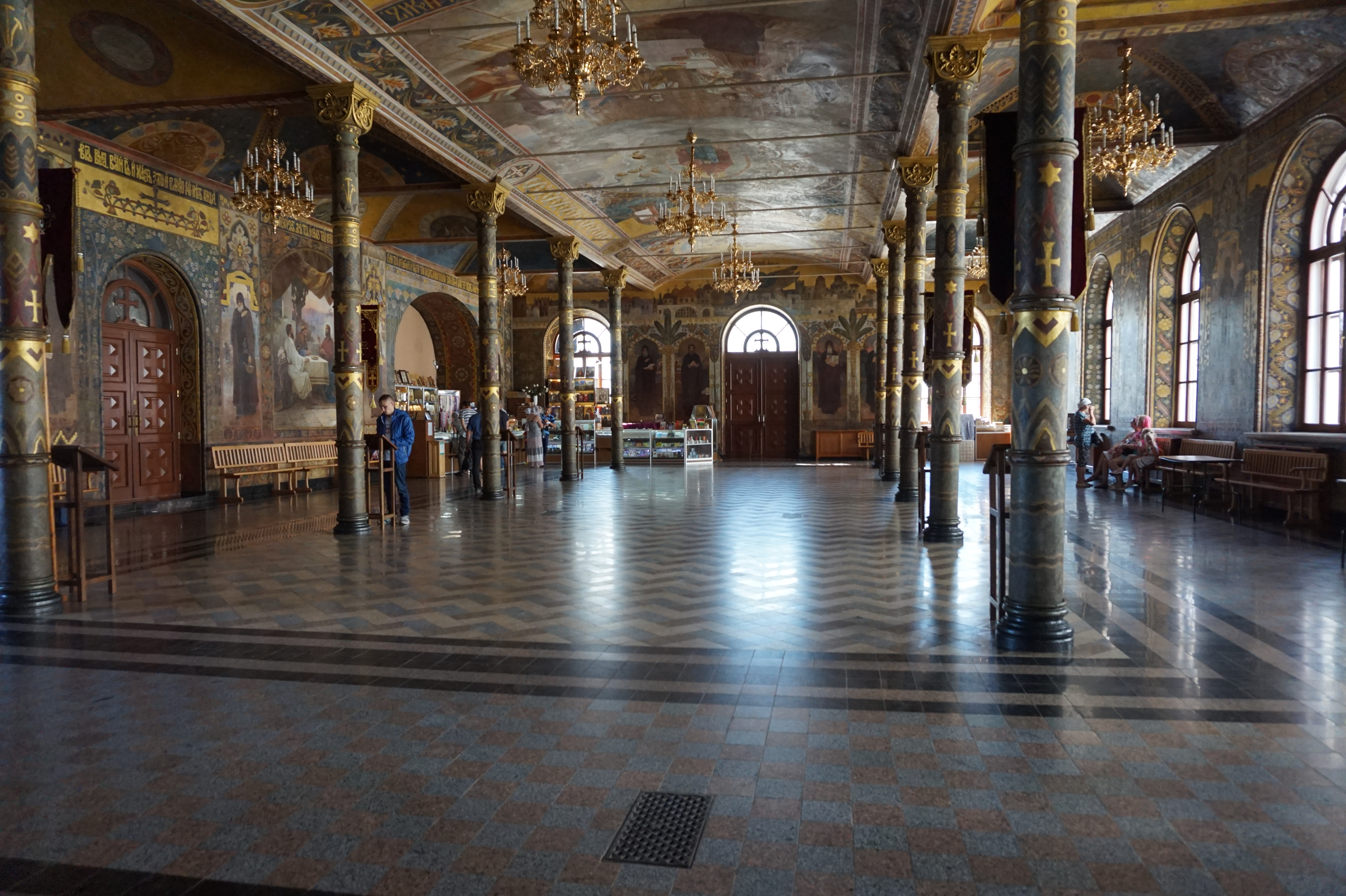
Трапезная
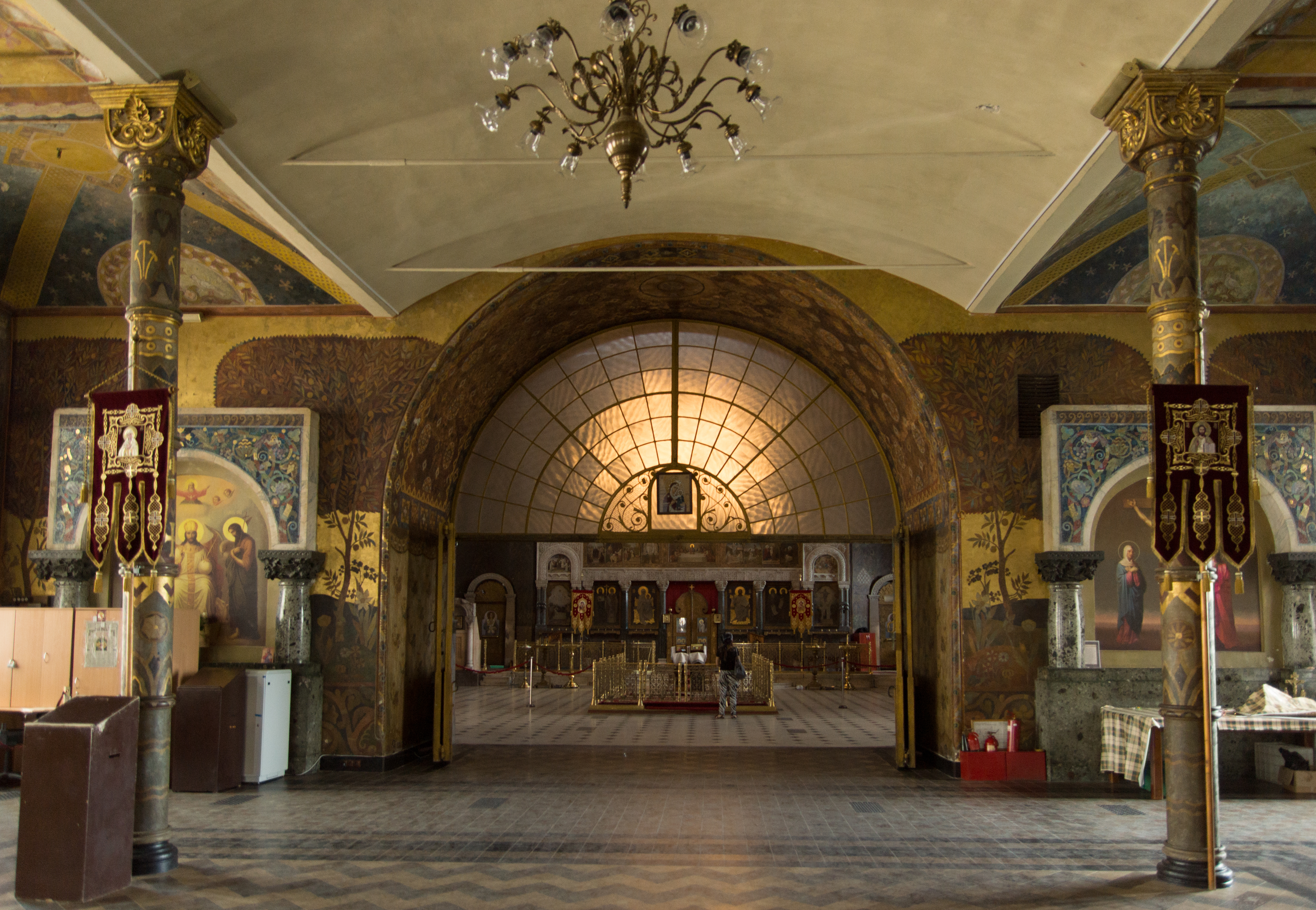
Вход в храм
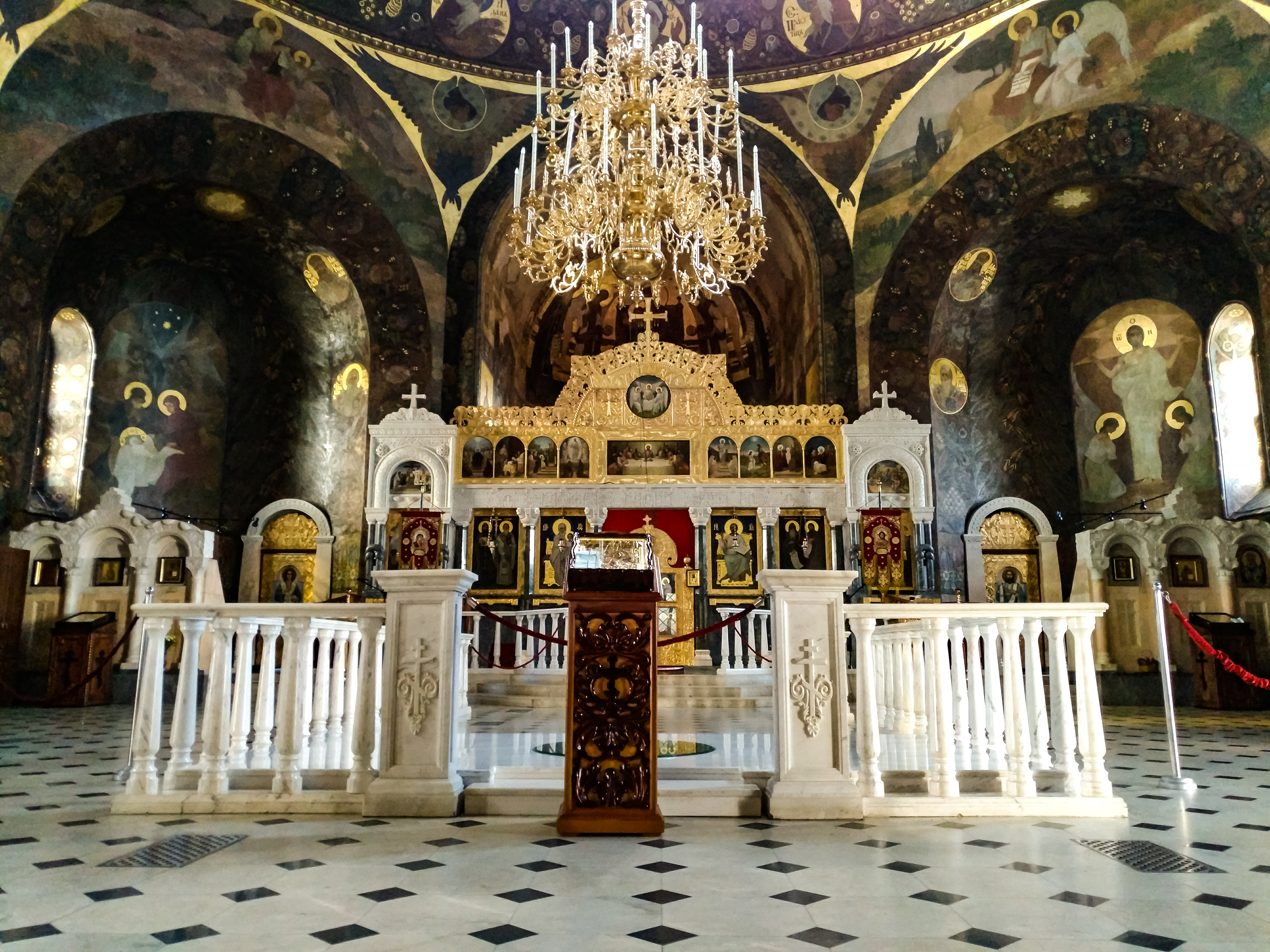
Иконостас
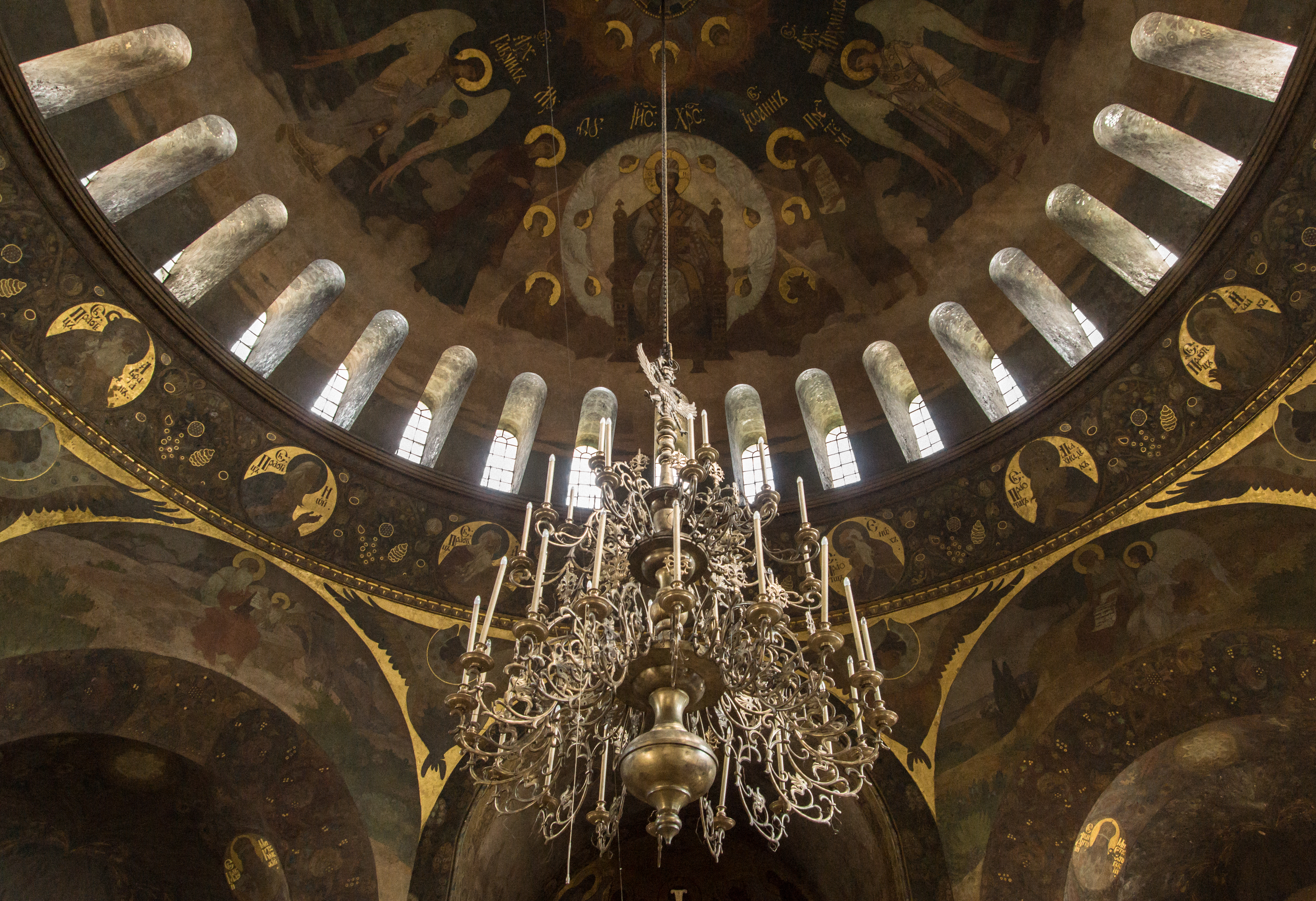
Основание купола